# Christina Koch
Christina Hammock Koch (Grand Rapids, 29 gennaio 1979) è un'astronauta statunitense, detentrice del record di permanenza nello spazio per una donna.

## Carriera accademica
Si è laureata in ingegneria elettrica all'Università statale della Carolina del Nord a Raleigh nel 2001 e ha conseguito una laurea in Fisica e un master in scienze dell'energia elettrica nel 2002. Ha lavorato come ingegnere elettrico al Laboratory for High Energy Astrophysics del GSFC, dove ha contribuito agli strumenti scientifici di diverse missioni NASA per lo studio della cosmologia e dell'astrofisica. Durante questo periodo, ha anche lavorato come professore temporaneo al Montgomery College dove ha insegnato in un laboratorio di fisica. Tra il 2004 e il 2007 è stata ricercatrice del Programma Antartico degli Stati Uniti d'America, completando anche una stagione invernale alla Base Amundsen-Scott e una stagione alla Base Palmer. Mentre era in Antartide, era inoltre un membro della squadra Vigili del fuoco e delle squadre di soccorso oceano/ghiacciai. Dal 2007 al 2009 ha continuato a lavorare allo sviluppo di strumenti scientifici spaziali al Laboratorio di fisica applicata dell'Università Johns Hopkins, contribuendo agli strumenti sullo studio delle radiazioni delle missioni Juno e Van Allen Probes. Dal 2010, Koch è tornata a svolgere lavoro scientifico sul campo durante delle missioni alla Base Palmer e diverse stagioni invernali alla Base Summit in Groenlandia. Nel 2012 ha lavorato per il NOAA come Ingegnere sul campo alla Divisione del monitoraggio climatico mondiale a Utqiaġvik, Alaska, e poi come Capo stazione dell'American Samoa Observatory, a Tutuila. 

## Carriera alla NASA
Koch è stata selezionata nel Gruppo 21 degli astronauti NASA il 17 giugno del 2013. Ad agosto dello stesso anno ha iniziato i due anni di addestramento base come candidata astronauta, addestramento che comprendeva lezioni sui sistemi e sulle procedure della Stazione spaziale internazionale (ISS), attività extraveicolari (EVA) simulate nel Neutral Buoyancy Laboratory (NBL), lezioni di robotica del Canadarm2, lezioni della lingua russa, addestramenti di volo a bordo del T-38 e esercitazioni di sopravvivenza in vari ambienti estremi, tra cui l'acqua e i boschi. Nel luglio del 2015 ha completato l'addestramento diventando ufficialmente un'astronauta e quindi assegnabile alle missioni spaziali. In attesa di assegnazione, ha preso servizio al ramo delle Operazioni dell'Equipaggio della ISS dell'Ufficio Astronauti NASA. Il 5 febbraio 2018 ha iniziato l'addestramento in Russia sui sistemi della Sojuz come membro dell'Expedition 59/60.
Il 3 aprile 2023 la NASA ha ufficialmente reso noto che l'astronauta Koch farà parte, come specialista di missione, dell'equipaggio di Artemis II, in volo in orbita intorno alla Luna, assieme ad altri due astronauti statunitensi (Reid Wiseman, comandante, e Victor Glover, pilota) ed uno canadese (Jeremy Hansen, specialista di missione).

### Expedition 59/60
È stata lanciata per la sua prima missione il 14 marzo 2019 dal Cosmodromo di Bajkonur a bordo della Sojuz MS-12 con il comandante russo Aleksej Ovčinin e l'astronauta NASA Nick Hague. Il 28 dicembre 2019 ha superato il record di permanenza nello spazio per una donna, precedentemente detenuto dalla collega Whitson.

## Vita privata
Nel tempo libero le piace viaggiare, scalare le montagne, andare in canoa, navigare in mare, correre, fare yoga, svolgere servizi utili alla comunità e la fotografia. Koch si è diplomata al NASA Academy del Goddard Space Flight Center (GSFC) nel 2001. È sposata con Robert Koch.